# Arrondissement de Fissel
Das Arrondissement de Fissel ist eines von den drei Arrondissements, in die das Département Mbour als Teil der Region Thiès gegliedert ist. Das Arrondissement umfasst zwei Gemeinden (Communes). Die Präfektur des Arrondissements liegt in Fissel.

## Geografie
Das Arrondissement umfasst den Osten des Départements, liegt im Erdnussbecken und hat eine Fläche von 473,70 km².

## Bevölkerung
Die letzte Volkszählung ergab für das Arrondissement folgende Einwohnerzahlen:
| Commune        | Fläche km² | Einwohner 2023 |
| Fissel         | 218,80     | 48.981         |
| Ndiaganiao     | 254,90     | 60.654         |
| Arrondissement | 473,70     | 109.635        |